# 2013 RF98
2013 RF98 es un objeto transneptuniano descubierto el 12 de septiembre de 2013 desde el Observatorio Interamericano del Cerro Tololo.
Es parte de la evidencia de la hipótesis del planeta nueve porque comparte un argumento del periastro con otros objetos transneptunianos que se mueven con gran excentricidad orbital.

## Descubrimiento, órbita, y propiedades físicas
2013 RF98 fue descubierto por el Dark Energy Survey el 12 de septiembre de 2013, observado con el telescopio 'Blanco 4m' del Observatorio Interamericano del Cerro Tololo. Su órbita se caracteriza por una alta excentricidad (0.897), inclinación moderada (29,57°), y un eje semi mayor de 349 UA. Tras su descubrimiento, fue clasificado como un objeto transneptuniano. Su órbita está relativamente bien determinada; desde el 11 de enero de 2017 su solución orbital se basa en 51 observaciones que abarcan un arco de datos de 1092 días. 2013 RF98 tiene una magnitud absoluta de 8.7, lo que le da un diámetro característico de 50 a 120 km para un albedo supuesto en el rango de 0.25-0.05.

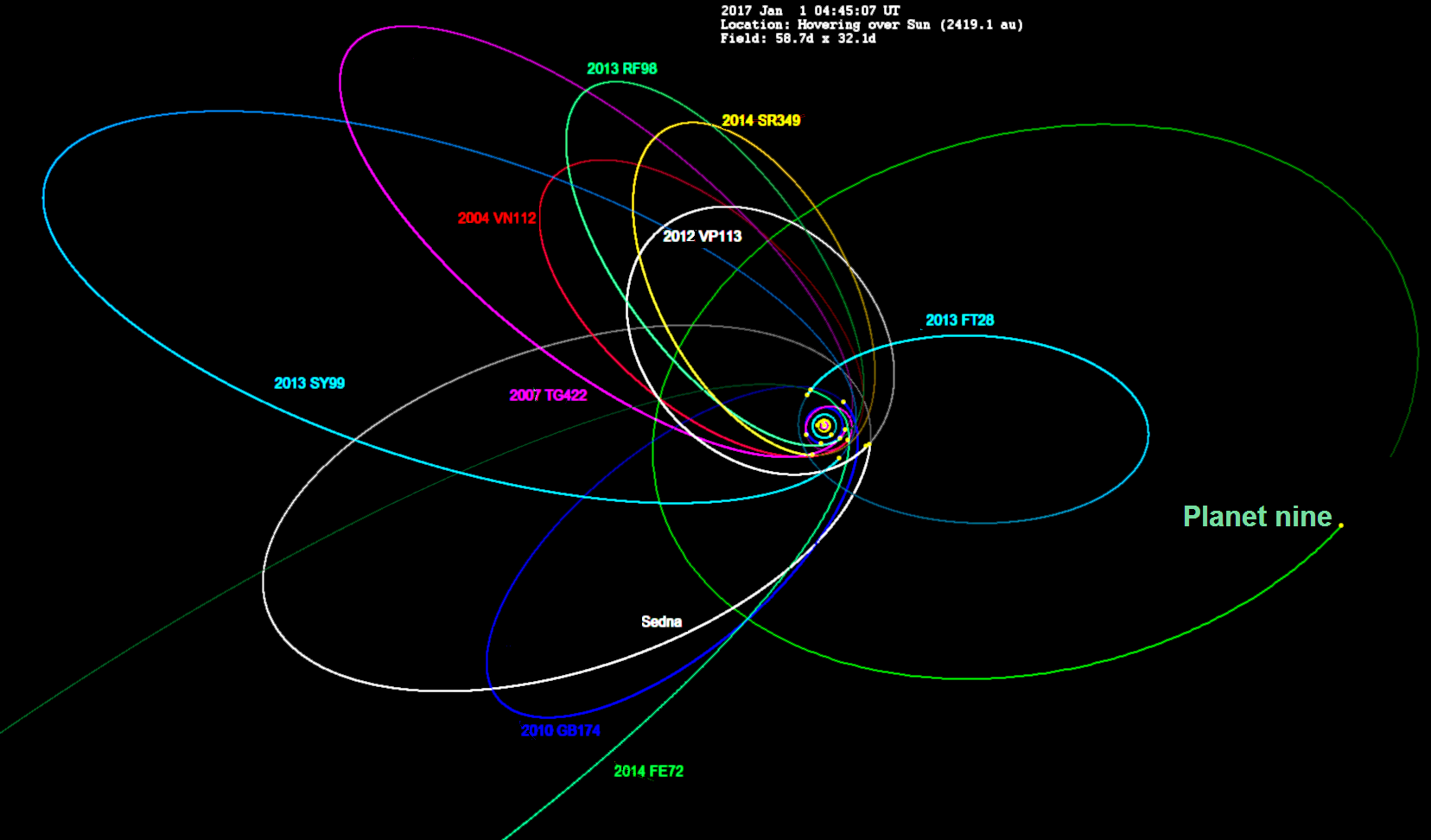
Órbita en color verde de 2013 RF98 con el hipotético Planeta Nueve.

Llegó a su perihelio (acercamiento más próximo al Sol) en octubre de 2009, y fue observado por última vez en septiembre de 2016. A partir de octubre de 2016, se ubica a 36.6 UA del Sol. De los siete objetos cuyas órbitas alineadas sugieren la existencia del Planeta Nueve, actualmente es el que está más próximo al Sol. Estará a 18.7 UA de Urano en 2021, y estará en la constelación de Cetus hasta 2022. Entrará en oposición a principios de noviembre.
La órbita de 2013 RF98 es parecida a la de 2004 VN112, lo que sugiere que pudieron ser lanzados a sus órbitas actuales por el mismo cuerpo, o que fueron un mismo objeto (singular o binario) en cierto punto.
El espectro visible de 2013 RF98 es muy diferente al de (90377) Sedna. El valor de su pendiente espectral sugiere que la superficie de este objeto pudiera tener hielo puro de metano (como en el caso de Plutón), y carbonos altamente procesados, incluidos algunos silicatos amorfos. Su pendiente espectral es similar a la de 2004 VN112.